# Луча (часопис 1991)
Луча је часопис за културу науку и уметност који издаје Српски културни центар "Свети Сава" из Суботице. Покренут је 1991. године. Излази три пута годишње, поводом Савиндана, Ђурђевдана и Митровдана.

## Историја
Часопис за културу науку и уметност „Луча“, СКЦ „Свети Сава“ издаје од свог оснивања 1991. године. Прве четири године  часопис је излазио два пута годишње, као билтен на малом броју страна, са основним циљем да региструје и вреднује програме и активности центра. Од јануара 1996. године добија нову форму. Прераста у часопис који излази у нешто мањем формату, али на повећаном броју страна, три пута годишње, као светосавски и ђурђевдански двоброј и митровдански број.

## Концепција
Иако у свом поднаслову нема одредницу „књижевни”, часопис Луча се превсходно бави књижевношћу, мада се редовно на његовим странама објављују прилози о историјским, етнолошким, етнографским темамама, као и о ликовној и драмској уметности.
У „Лучи“ прилоге објављују академици и истакнути књижевни ствараоци, али и млади, стручној јавности недовољно познати ствараоци са свих простора на којима се рефлектује српска култура, пре свега из Србије, а потом из Републике Српске, Црне Горе и дијаспоре.

## Уредништво и редакција
По оснивању часописа 1991. на месту главног уредника налазила се Славица Лакичевић, а затим је смењују: од броја 4 из 1996. Радомир Бабин, од броја 2 из 2000. Слободан Владушић и од броја 1 из 2009. поново Радомир Бабин. Од броја 1 из 2012. године на место главног уредника долази Миле Тасић, који ту дужност и даље обавља.

## Издавачка делатност
Значајном месту у српској периодици, које је Центар обезбедио пре свега са „Лучом“, допринела је и издавачка делатност у виду неколико монографских публикација, као и каталога посвећених ликовним поставкама.